# ザルツブルク祝祭大劇場

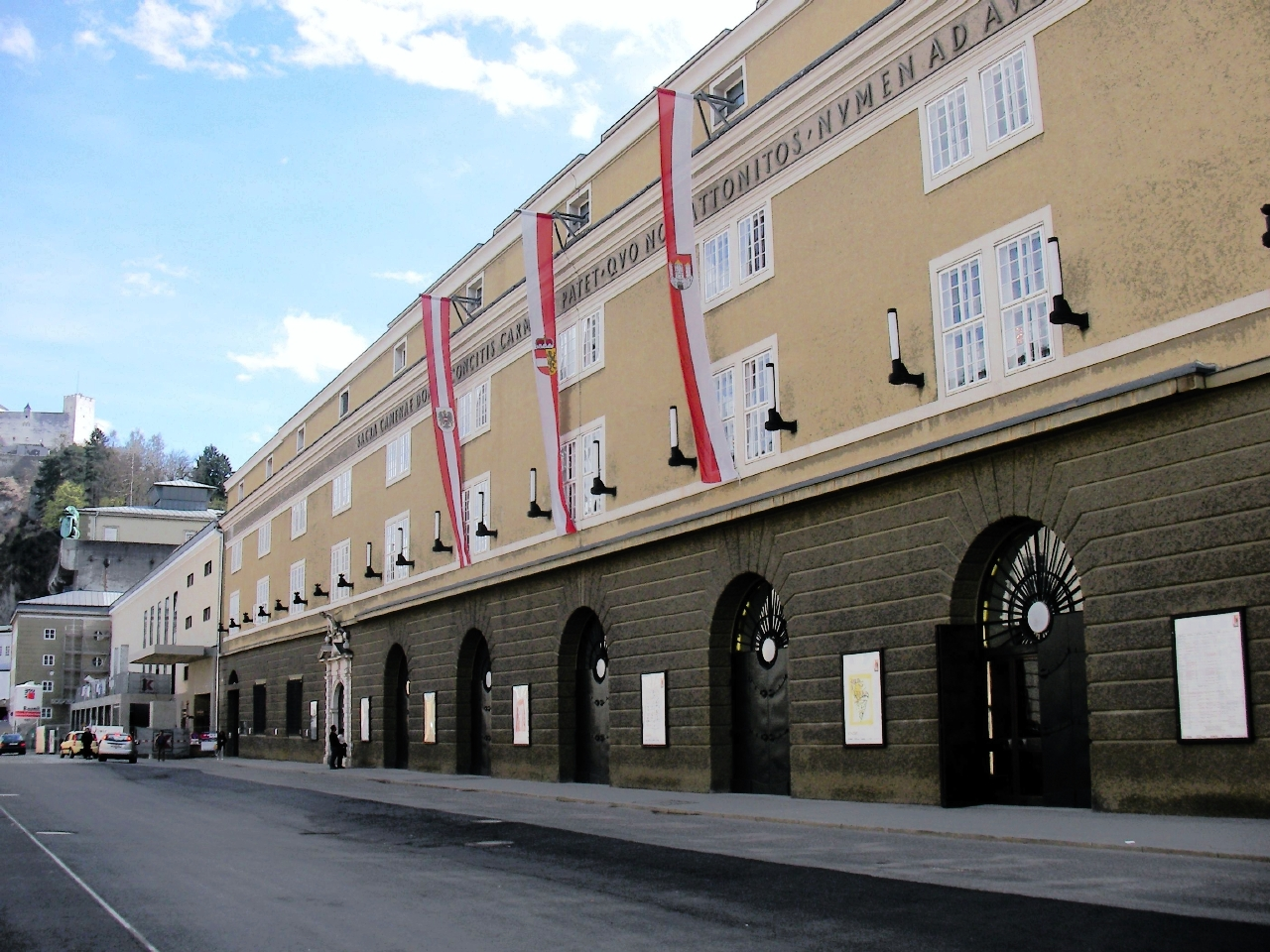
祝祭大劇場外観

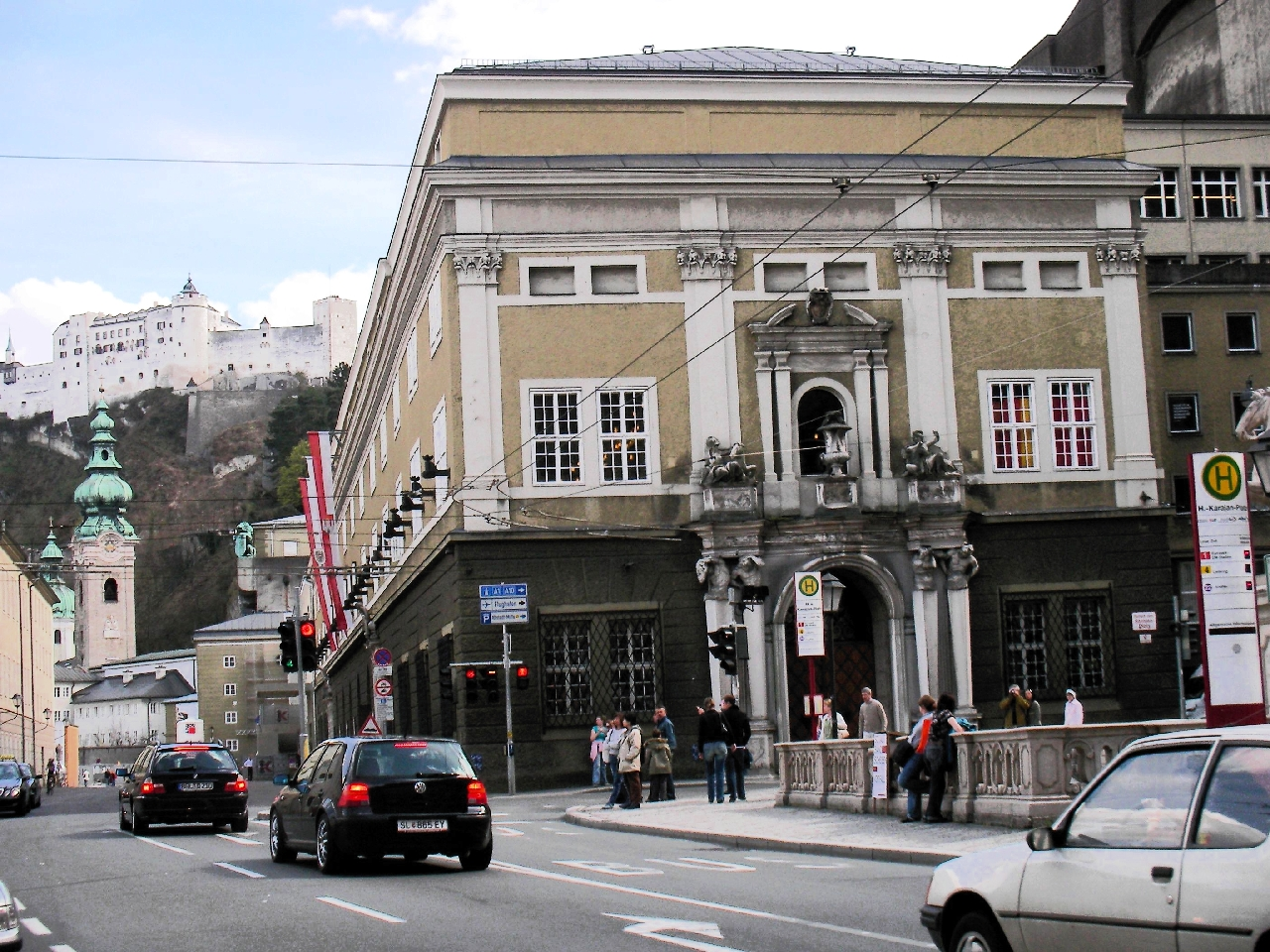
カラヤン広場

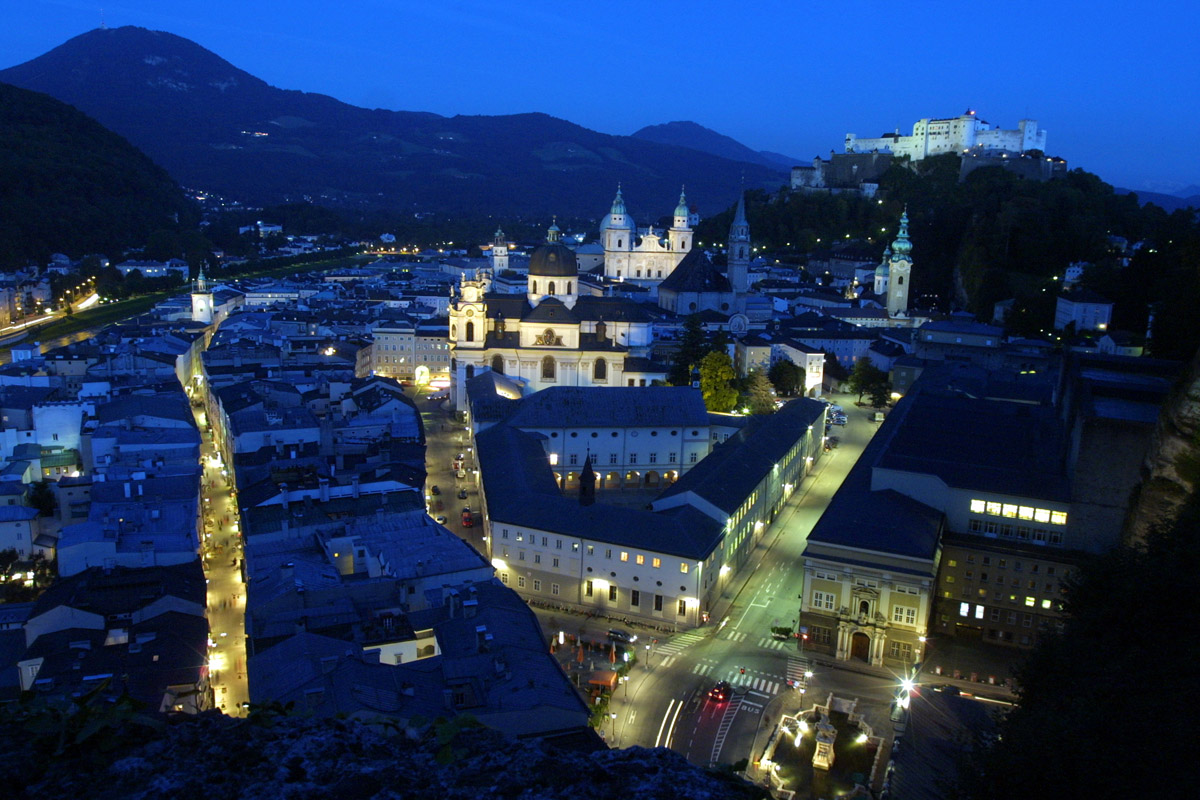
夜景:右が祝祭大劇場

ザルツブルク祝祭大劇場（ザルツブルクしゅくさいだいげきじょう、ドイツ語: Das Große Festspielhaus in Salzburg）は、オーストリアのザルツブルクにある劇場。ザルツブルク音楽祭、ザルツブルク復活祭音楽祭などの主会場としてオペラ、コンサートの両方に使用される。なお発音はおよそ「ダス・グローセ・フェストゥシュピールハウス・イン・ザルツブルク」。
祝祭大劇場はクレメンス・ホルツマイスターの設計により1960年に完成した。ザルツブルクの旧市街で大劇場を建築するための土地探しは難航したが、結局メンヒスベルクの岩盤を55,000m3 もくり抜いて建築された。ステージの大きさは世界最大級で、最大横32m、高さ9mであり、舞台裏には横100m、奥行き25mの広大なスペースが確保されている。座席総数は2179席、立ち見席はない。座席は適度な段差により、全ての座席で視界が確保され、かつバランスのいい音響である。なお、2階席後方には天井を支えるための2本の柱があり、それにより視界が一部遮られる数十席は学生席として格安で提供される。同じく音楽祭の舞台となる モーツァルトのための劇場（Haus für Mozart）（旧ザルツブルク祝祭小劇場）、フェルゼンライトシューレ とは隣接している。音楽祭以外の時期にもオペラやオーケストラコンサートが開催されている。
ザルツブルク生まれの偉大な指揮者ヘルベルト・フォン・カラヤンはここ祝祭大劇場で数々の演奏を指揮した。その功績を記念して祝祭大劇場の西側の広場を『ヘルベルト・フォン・カラヤン広場』と命名した。この広場に面した祝祭大劇場の2階にはカラヤンの部屋があり、ポルシェが停まっているときにはカラヤンがいることがわかった。またカラヤンの部屋が祝祭大劇場の舞台に向かって右側に位置したため、カラヤンだけは祝祭大劇場の右側から登場した。
祝祭大劇場の特徴として、オペラとコンサートホールの両方に最適な会場ということがいえる。一般にはオペラ専用、あるいはコンサート専用の会場が当然のことながらそれぞれに高い評価を受ける。しかしその両方に高い評価があることは設計年代やホールの規模から考えると驚異的でさえある。ちなみに祝祭大劇場をモデルに大阪フェスティバルホールは建設されたが、現在の出演者、観客の評価はかならずしも高くはない。このことから祝祭大劇場の国際的評価の高さは、ハードとしての劇場とともに、ソフトである、そこで催される音楽会の質、あるいは観客から、歴史までを含めた総合的なものといえる。
なお、音楽祭のチケット等には「ふさわしい服装で」との注意書きがあるが、現実には観光客が大半であることもあり現在ではそれほど厳しく考える必要はない。1階席でもスーツにネクタイ、女性であれば明るいスーツやワンピース、華やかなブラウスとスカート等で十分である。コンサートの場合はさらに制限は緩くなる。ただしスニーカー、ジーンズ、短パン、Tシャツ、カジュアルなサンダル等はどんな公演であっても避けること。ちなみに着物は正装なので本来は適切な装いであるが、実際には髪を結いあげたり、帯の分前方に乗り出す体勢になるため後ろの観客に迷惑をかけることになる。特に祝祭大劇場の座席は段差がそれほど大きくなく、中央付近では前後の席が重なるので極力避けるべきである。
とはいえ現在でもタキシード、ロングドレスの客も多く見られ、音楽祭の開演1時間ほど前になると、正面玄関の道路を挟んで反対側には、音楽祭の観客のドレスを見るための観光客の黒山の人だかりができる。

## 歴史

### 大司教の旧宮廷厩庫
祝祭大劇場の起源はザルツブルク大司教の宮廷厩庫（宮廷主馬部）に遡る。現在の「モーツァルトのための劇場」（旧・祝祭小劇場）、フェルゼンライトシューレ、市民ホールも同様。
宮廷厩庫は1606年から1607年にかけて、大司教ヴォルフ・ディートリヒ・フォン・ライテナウ(在位1587-1612)の下で建造された。現在のヘルベルト・フォン・カラヤン広場には主馬部の水飼い場も置かれていた。
1662年に全体が拡張され、ヴィンターライトシューレ（冬季乗馬学校）が建てられた。その位置には現在の「モーツァルトのための劇場」がある。
大司教ヨハン・エルンスト・フォン・トゥーン(在位1687-1709)の時代にさらに拡張され、1693年から94年にかけて、建築家ヨハン・ベルンハルト・フィッシャー・フォン・エルラッハの設計により、ゾンマーライトシューレ（夏季乗馬学校、現在のフェルゼンライトシューレ）が建てられた他、ヘルベルト・フォン・カラヤン広場に面する北側の正面玄関も設置された。

### 宮廷主馬兵舎と「自然の家」
1803年、大司教統治の終了とともに、宮廷厩庫の建造物は騎兵隊兵舎と宮廷主馬兵舎として引き継がれた。ライトシューレ（乗馬学校）は1841年、帝王国騎兵隊乗馬ホールへと改築され、規模も拡張、屋根付きとなった。1859年、上階の建て増しが行われた。1860年代まで、騎兵隊が使用したほか、砲兵隊も使用した。
第一次世界大戦後には、オーストリア連邦軍が配置された。
1924年に開設された自然誌・科学技術博物館（「自然の家」）もこの場所に置かれたが、こちらは1959年、閉鎖されたウルズリーネン修道院へ移転した。

### 祝祭大劇場の建設
オーストリアの建築家、クレメンス・ホルツマイスターの設計により、音楽祭の第二のオペラハウス兼コンサートホールの建設工事が実行された。場所は当時の祝祭劇場（後の祝祭小劇場、現在の「モーツァルトのための劇場」）の隣りである。1956年から60年まで、メンヒスベルクの岩盤から55,000㎤の土が掘り出された。これは広大な舞台空間を確保するためであった。できた空間に祝祭大劇場が建てられた。

## 開場・世界初演
祝祭大劇場の杮落しには、1960年7月26日、リヒャルト・シュトラウスの「ばらの騎士」がヘルベルト・フォン・カラヤンの指揮で上演された。この上演には、ザルツブルク音楽祭に関わった3人の人物、リヒャルト・シュトラウス、フーゴー・フォン・ホフマンスタール、マックス・ラインハルト（「ばらの騎士」の世界初演には「影の演出家」として関わった）の名誉を祝する意図が込められていた。
祝祭大劇場では、以下の作品が世界初演されている。
- 1966年：ハンス・ヴェルナー・ヘンツェ「バッカスの巫女(Die Bassariden)」、クリストフ・フォン・ドホナーニ指揮
- 1973年：カール・オルフ「時の終わりの劇」、カラヤン指揮

## 芸術的装飾品
ヘルベルト・フォン・カラヤン広場に面する北側正面の大理石製の玄関は、バロック建築家、ヨハン・ベルンハルト・フィッシャー・フォン・エルラッハの作品である。設置費用は1683年のトルコ戦争（第二次ウィーン包囲）の戦利品で賄われた。ザルツブルク大司教国は第二次ウィーン包囲の際、包囲解除の援軍として800人を送り、1688年には、ベオグラードの奪還へサヴォア公オイゲン指揮の軍勢を送り込んでいた。玄関上部の二人の女性像はヨーロッパとアジアを象徴している。一角獣に座っていることは、後世の修復の際に明らかになった。構造上の特徴は上部の採光に配慮している点で、水飼い場の馬の頭部に陽光が当たるようになっていた。
ホーフシュタールガッセ（「宮廷主馬通り」の意）の正面玄関には、ベネディクト派神父、トーマス・ミシェルの次の言葉がラテン語で記されている。「ミューズの神聖な家は熱狂的な芸術愛好家に開かれている。芸術に熱狂した私たちを神の力で高みへと高めてくれ」(SACRA CAMENAE DOMUS / CONCITIS CARMINE PATET / QUO NOS ATTONITOS / NUMEN AD AURAS FERAT)。